# Zachary (Luisiana)
Zachary es una ciudad ubicada en la parroquia de East Baton Rouge en el estado estadounidense de Luisiana. En el Censo de 2010 tenía una población de 14960 habitantes y una densidad poblacional de 241,03 personas por km².

## Geografía
Zachary se encuentra ubicada en las coordenadas 30°39′45″N 91°9′29″O / 30.66250, -91.15806. Según la Oficina del Censo de los Estados Unidos, Zachary tiene una superficie total de 62.07 km², de la cual 61.98 km² corresponden a tierra firme y (0.13%) 0.08 km² es agua.

## Demografía
Según el censo de 2010, había 14960 personas residiendo en Zachary. La densidad de población era de 241,03 hab./km². De los 14960 habitantes, Zachary estaba compuesto por el 61.66% blancos, el 35.42% eran afroamericanos, el 0.31% eran amerindios, el 0.83% eran asiáticos, el 0.01% eran isleños del Pacífico, el 0.44% eran de otras razas y el 1.33% pertenecían a dos o más razas. Del total de la población el 1.48% eran hispanos o latinos de cualquier raza.